# Dryadaula castanea
Dryadaula castanea är en fjärilsart som beskrevs av Alfred Philpott 1915. Dryadaula castanea ingår i släktet Dryadaula och familjen äkta malar. Inga underarter finns listade i Catalogue of Life.